# Inti Raymi

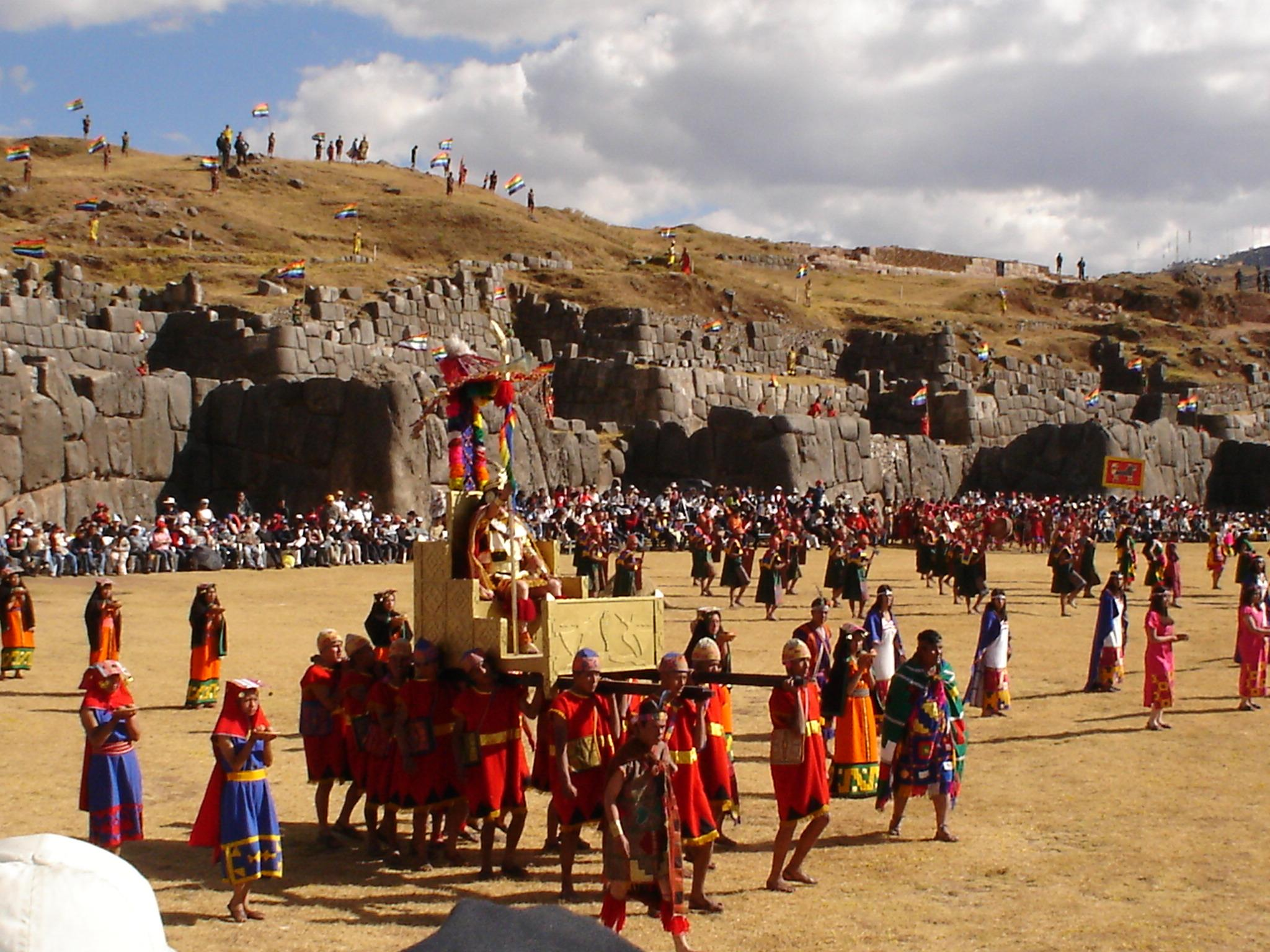
Obchody Inti Raymi

Inti Raymi (keczua: "Święto Słońca") – najważniejsze święto w dawnym Imperium Inków, obchodzone pierwotnie na Haukaypata, czyli głównym placu Cuzco w dzień przesilenia zimowego. Procesje i ofiary związane z kultem Słońca trwały dziewięć dni. Po podbiciu Peru przez hiszpańskich konkwistadorów obchody zostały zakazane przez wicekróla Francisco de Toledo jako niezgodne z religią katolicką.

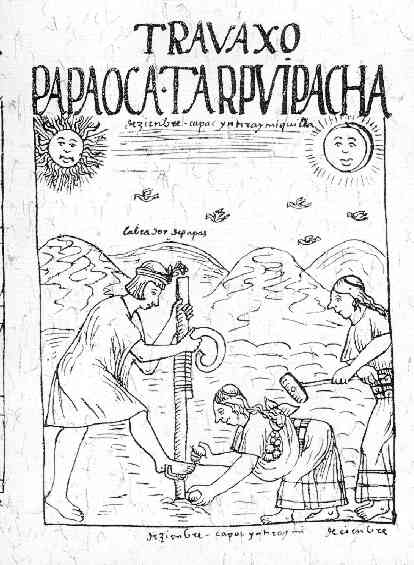
Inti i Mama Quilla przyglądają się pracującym chłopom. Rys. Felipe Huamana Pomy de Ayali

Najważniejszym świętem religijnym i państwowym Imperium Inków była uroczystość zimowego przesilenia, obchodzone corocznie 24 czerwca z okazji powrotu Słońca (od tego dnia dzień jest dłuższy niż noc). W celu wyznaczenia dokładnej daty uroczystości w okolicach Cuzco wzniesiono 16 wież - obserwatoriów w których kapłani - amauci dokonywali pomiarów astronomicznych (zostały one zburzone przez konkwistadorów). Centralne obchody na głównym placu Cuzco (poprzedzone obejmującym całe imperium trzydniowym postem, podczas którego rytualnie wygaszano ogień w świątyniach i domowych paleniskach), rozpoczynały się przed świtem, gdy wobec wielotysięcznych tłumów pielgrzymów, arystokracji, kapłanów i Dziewic Słońca procesyjnie wprowadzano złoty wizerunek boga Inti, srebrny bogini Mamy Quilli, zasłonięty wizerunek boga błyskawic, Illapy oraz zmumifikowane zwłoki królów i królowych. Następnie przybywał niesiony w lektyce i otoczony licznym orszakiem król. Gdy pojawiały się pierwsze promienie słońca, rozbrzmiewała donośna muzyka, lud wznosił dziękczynny okrzyk ku czci Inti, a chór odśpiewywał radosny hymn. Następnie król spożywał placuszek kanku i wypijał łyk piwa chicha ze specjalnego kielicha, resztę rozdzielając rodzinie i zasłużonym arystokratom (obrzęd ten, do złudzenie przypominający katolicki sakrament Eucharystii, był po podboju Imperium Inków szczególnie zaciekle zwalczany przez Hiszpanów). Nieco później arcykapłan Coricanchy za pomocą zwierciadła rozpalał nowy święty ogień, po czym składano liczne ofiary z czarnych lam. Obchody Inti Raymi trwały łącznie kilka dni.
Kult Inti, jak również innych peruwiańskich bóstw przetrwał do dziś. Od 1944 mają miejsce teatralne inscenizacje, mające na celu rekonstrukcję uroczystości w Sacsayhuamán, dawnej twierdzy Inków, oparte na kronikach z czasów konkwisty. Obecnie odbywają się one jednak w okresie przesilenia letniego.